# Ventorros de Balerma (Granada)
Ventorros de Balerma (o simplemente Balerma) es una localidad y pedanía española perteneciente al municipio de Loja, en la provincia de Granada, comunidad autónoma de Andalucía. Está situada en la parte occidental de la comarca lojeña, justo en el límite con la provincia de Córdoba, donde se encuentra la otra mitad del núcleo urbano que recibe el mismo nombre: Ventorros de Balerma. Un poco más alejados están los núcleos de Las Chozas, Ventorros de la Laguna, Fuente del Conde y la Venta de Santa Bárbara.
Existe en Ventorros de Balerma una calle llamada El Límite y una fuente que marca la separación administrativa entre las dos provincias. El pueblo cuenta con un único colegio —en la parte cordobesa— y consultorio médico —en la parte granadina—, y celebran unidos sus fiestas patronales, indistintamente del municipio y provincia donde se encuentren.
Ventorros de Balerma está a los pies de la sierra de Campo Agrio y cerca del pantano de Iznájar, que se nutre de las aguas del río Genil. Es el tercer pueblo situado más al oeste de toda Granada, solo superado por La Palma y Fuente Camacho.

## Historia
Próximo al lugar donde se asienta Ventorros de Balerma se encontraba el castillo de Turrush, junto al cauce del Genil. El origen de la población comienza con el caserío de Valerma, situado en el Reino de Granada, a escasos metros de la frontera que desde el siglo XV lo separaba del Reino de Córdoba. En 1833, con la creación de las provincias españolas, los límites de los reinos históricos pasan a ser provinciales.
El caserío tomaba su nombre de la cercana fuente de Malerva, vocablo procedente del árabe "Ma al-Arba" y que significa «agua del miércoles», que puede aludir al turno de riegos. Por transliteración finalmente se convirtió en Balerma. La fuente actualmente se conserva en la parte baja del pueblo.
Sin embargo, no sería hasta comienzos del siglo XX cuando se forma la localidad alrededor de unos ventorros –pequeñas ventas de hospedaje, que le darían nombre a la pedanía– situados junto a la carretera de Loja a Iznájar, adentrándose en territorio cordobés a medida que iba creciendo.

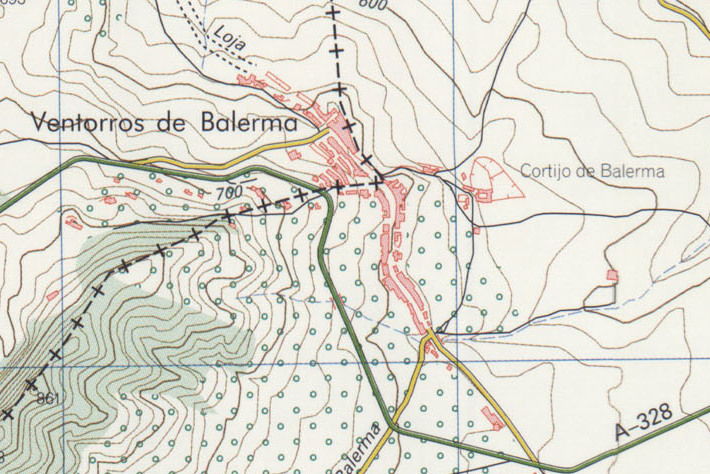
Ventorros de Balerma en el Mapa Topográfico Nacional de 1999. (IGN)

En mayo de 2020, durante la desescalada del confinamiento provocado por la pandemia del Covid-19, se produjo la peculiar circunstancia de que la zona granadina se mantuvo originalmente en la Fase 0, y la zona cordobesa avanzó a la Fase 1. Tras la entrada en vigor de la tercera prórroga del estado de alarma en España, la movilidad entre provincias no estaba permitida hasta concluir con las cuatro fases, salvo causa mayor. Sin embargo, en el caso de Ventorros de Balerma, imperó el sentido común sobre la Ley y a efectos prácticos todo el núcleo quedó en la fase más ventajosa, situación que se reportó en diversos medios de comunicación a nivel nacional.

## Demografía
Según el Instituto Nacional de Estadística de España, en el año 2019 Ventorros de Balerma contaba con 166 habitantes censados en la parte de Loja, lo que representa el 0,82% de la población total del municipio. A esta cifra habría que añadir los 143 habitantes de la parte de Iznájar, en Córdoba, que harían un total de 309 hab.

### Evolución de la población
| Gráfica de evolución demográfica de V. Balerma (GR) entre 2009 y 2019 |
|                                                                       |
| Datos según el nomenclátor publicado por el INE.                      |

## Comunicaciones

### Carreteras
La principal vía de comunicación que transcurre por esta localidad es:
| Identificador | Denominación      | Itinerario     |
| ------------- | ----------------- | -------------- |
| A-328         | De Iznájar a Loja | Iznájar - Loja |

Algunas distancias entre Ventorros de Balerma y otras ciudades:
| Ciudades | Distancia (km) |
| -------- | -------------- |
| Loja     | 16             |
| Iznájar  | 18             |
| Granada  | 71             |
| Málaga   | 77             |
| Jaén     | 112            |
| Córdoba  | 119            |

## Servicios públicos

### Sanidad
Ventorros de Balerma pertenece a la zona básica de salud de Loja, en el distrito sanitario Metropolitano de Granada. El pueblo cuenta con un consultorio médico situado en la calle Granada, s/n.

## Cultura

### Fiestas
Ventorros de Balerma celebra sus fiestas el segundo fin de semana de agosto en honor a la Virgen María, patrona del pueblo, tanto de la parte lojeña como iznajeña.